# Liste der Biografien/Danu
Liste der Biografien |
Portal Biografien |
Personensuche
# |
A |
B |
C |
D |
E |
F |
G |
H |
I |
J |
K |
L |
M |
N |
O |
P |
Q |
R |
S |
T |
U |
V |
W |
X |
Y |
Z |
?
 
Da |
Db |
Dc |
Dd |
De |
Dg |
Dh |
Di |
Dj |
Dk |
Dl |
Dm |
Dn |
Do |
Dq |
Dr |
Ds |
Du |
Dv |
Dw |
Dy |
Dz
 
Daa |
Dab |
Dac |
Dad |
Dae |
Daf |
Dag |
Dah |
Dai |
Daj |
Dak |
Dal |
Dam |
Dan |
Dao |
Dap |
Daq |
Dar |
Das |
Dat |
Dau |
Dav |
Daw |
Dax |
Day |
Daz
 
Dana |
Danb |
Danc |
Dand |
Dane |
Danf |
Dang |
Danh |
Dani |
Danj |
Dank |
Danl |
Dann |
Dano |
Danq |
Danr |
Dans |
Dant |
Danu |
Danv |
Danw |
Dany |
Danz
Die Liste der Biografien führt alle Personen auf, die in der deutschsprachigen Wikipedia einen Artikel haben. Dieses ist eine Teilliste mit 17 Einträgen von Personen, deren Namen mit den Buchstaben „Danu“ beginnt.

## Danu
- Danu, Isaac (* 1948), myanmarischer Geistlicher, emeritierter römisch-katholischer Bischof von Taungngu

### Danub
- Danubio, Roberto (* 1957), Karateka

### Danud
- Danudirdjo, Ashari (1922–2010), indonesischer Olympiateilnehmer, Generalleutnant, Politiker und Diplomat

### Danuh
- Danuḫepa, hethitische Großkönigin

### Danul
- Danulat, Lisa (* 1983), deutsche Autorin

### Danus
- Danuser, Brigitta, Arbeitsmedizinerin und Hochschullehrerin
- Danuser, Gaudenz (* 1967), Schweizer Fotograf
- Danuser, Hans (1924–2017), Schweizer Chronist, Onomastiker und Buchautor
- Danuser, Hans (1953–2024), Schweizer Fotograf
- Danuser, Hans Peter (* 1947), Schweizer Tourismusmanager
- Danuser, Hanspeter (1940–2000), Schweizer Historiker und Drehbuchautor
- Danuser, Hermann (* 1946), deutsch-schweizerischer Musikwissenschaftler
- Danuser, Menga (1951–2011), Schweizer Politikerin (SP)
- Danusevičius, Darius (* 1968), litauischer Forstwissenschaftler
- Danushka Perera, Joy (* 1983), sri-lankischer Kugelstoßer
- Danusorn Wijitpunya (* 1994), thailändischer Fußballspieler

### Danut
- Danuta Anna († 1448), litauische Fürstin (1358 bis 1448)